# Purple Kiss
Purple Kiss (en hangul, 퍼플키스; en japonés パープルキス), estilizado como PURPLE KISS o PURPLE K!SS, es un grupo femenino surcoreano formado por RBW. El grupo consta de seis miembros: Goeun, Dosie, Ireh, Yuki, Chaein y Swan.
Se les considera un grupo de autoproducción, con sus integrantes involucradas en la composición de canciones, coreografías y otros aspectos de su música y espectáculos.
El grupo lanzó dos sencillos digitales en su predebut, «My Heart Skip a Beat» en noviembre de 2020 y «Can We Talk Again» en febrero de 2021, antes de su debut oficial el 15 de marzo de 2021, con el EP Into Violet.

## Nombre
El nombre del grupo es una palabra compuesta formada por los vocablos «purple», con la idea de que el color se hace a través de más de un color; y la palabra «beso» que simboliza el amor, imprimiendo en él aspecto de las diversas personalidades del color musical de cada miembro mezclados en armonía, por lo tanto, el significado de Purple Kiss es «transmitir amor a través de varios colores de música».

## Historia

### 2018-2020: Predebut
Purple Kiss, antes conocidas como 365 Practice, inició sus actividades a través de un canal de YouTube homónimo en marzo de 2018, utilizado por su compañía RBW para destacar la vida diaria, las actividades escolares y las prácticas de sus aprendices. El canal presentó a las siete futuros miembros de Purple Kiss, junto con otras aprendices que no se agregaron a la alineación final.
Durante y antes de este período, varias miembros aparecieron en varios reality shows coreanos y participaron en otras actividades domésticas. En 2011 y 2014, Chaein apareció en el programa de talentos K-pop Star durante las temporadas 1 y 3. A finales de 2017, Dosie compitió en el programa Mix Nine, ocupando el puesto N.º 74. En junio de 2018, Park Ji-eun y Na Go-eun compitieron en Produce 48, ocupando el puesto 80 y 29 respectivamente.
El 25 de mayo de 2019, 365 Practice celebró un mini concierto denominado "All-Ways" en el RBW Art Hall para conmemorar los 100,000 suscriptores de YouTube. En julio de 2019, Swan grabó la voz guía de la canción «Snapping» de Chungha. El 2 de noviembre de 2019, ellas acompañaron a Moonbyul del grupo Mamamoo en su presentación en el evento de caridad Seongdong Fashion Sewing Village Festival.
En sus últimos días de aprendices, las miembros participaron en proyectos musicales como LunCHbox, con Dosie, Swan y Go-eun uniéndose a la alineación de artistas destacadas. Yuki y Lee Ye-sol, una exaprendiz, aparecieron en el álbum de Hwang Sung-jin titulado Hwang Sung Jin Project Secondary words Vol.2, en la canción «Be With You». Go-eun grabó el sencillo «Fly» para la banda sonora de la serie de televisión de 2019 Possessed. El 26 de mayo de 2020, todo el grupo apareció como bailarinas en el vídeo musical de la canción «End of Spring» del grupo masculino Onewe, junto a Oneus.
El 19 de junio de 2020, se lanzó un tráiler de debut en el canal de 365 Practice, anunciando oficialmente el nombre del grupo como Purple Kiss. La alineación final, que consta de Park Ji-eun, Na Go-eun, Dosie, Ireh, Yuki, Chaein y Swan, se reveló entre el 20 de julio y el 1 de agosto con avances de vídeos musicales individuales que presentaban a cada una de las miembros, que culminó en un avance grupal el 3 de agosto de 2020.
Purple Kiss lanzó su primer sencillo digital predebut, «My Heart Skip a Beat», el 26 de noviembre de 2020. Swan no participó en el sencillo ni en su vídeo musical debido a una pausa temporal relacionada con su salud. La canción recibió atención positiva de los medios coreanos y contó con una coreografía creada por las propias miembros, así como una sección de rap original escrita por Yuki. El segundo sencillo predebut del grupo, «Can We Talk Again», fue lanzado el 3 de febrero de 2021 y contó con las siete miembros. El sencillo, una pista de R&B tenue, contrastaba significativamente con «My Heart Skip a Beat», inspirada en el rock, destinado a mostrar la versatilidad musical del grupo.

### 2021-presente: Debut conInto Violet,Hide & Seeky salida de Park Ji-eun
El 28 de febrero de 2021, Purple Kiss anunció su debut, que sería el miniálbum titulado Into Violet. Fue lanzado el 15 de marzo de 2021, con la segunda pista «Ponzona» sirviendo como sencillo principal del EP, con un vídeo musical que lo acompaña. Into Violet alcanzó el puesto número 11 en la lista Gaon Album Chart, mientras que «Ponzona» se ubicó en el número 99 en la lista de descargas Gaon Download Chart. El 8 de septiembre, Purple Kiss lanzará su segundo EP titulado Hide & Seek.
El 18 de noviembre de 2022, RBW publicó un anuncio en el fan café revelando la salida oficial de Park Ji-eun de la agrupación, debido a que fue diagnosticada con ansiedad y presentaba una mala condición física durante las actividades con el grupo. Visitó varias veces el hospital y un profesional le recomendó descansar suficiente. Durante este periodo de descanso, se discutió sobre su futuro con el grupo y otros asuntos relacionados con la artista, llegando a la conclusión de cesar sus actividades como miembro de Purple Kiss. El grupo continuará como un grupo de 6 miembros.
El 16 de julio de 2025, Purple Kiss publicó su segundo álbum sencillo I Miss My... junto con el sencillo principal «Doremi».

## Miembros
| Integrantes      | Integrantes      | Integrantes          | Integrantes                       | Integrantes                | Integrantes                     | Integrantes |
| Nombre artístico | Nombre artístico | Nombre de nacimiento | Fecha de nacimiento               | Lugar de nacimiento        | Posición                        |             |
| Romanización     | Hangul           | Nombre de nacimiento | Fecha de nacimiento               | Lugar de nacimiento        | Posición                        |             |
| ---------------- | ---------------- | -------------------- | --------------------------------- | -------------------------- | ------------------------------- | ----------- |
| Goeun            | 고은             | Na Go-eun            | 3 de septiembre de 1999 (25 años) | Gwangju, Corea del Sur     | Vocalista y bailarina           |             |
| Dosie            | 도시             | Jang Eun-seong       | 11 de febrero de 2000 (25 años)   | Busan, Corea del Sur       | Vocalista y bailarina principal |             |
| Ireh             | 이레             | Cho Seo-young        | 30 de abril de 2002 (23 años)     | Gyeonggi-do, Corea del Sur | Vocalista y bailarina principal |             |
| Yuki             | 유키             | Mori Koyuki          | 6 de noviembre de 2002 (22 años)  | Tokio, Japón               | Rapera principal                |             |
| Chaein           | 채인             | Lee Chae-young       | 5 de diciembre de 2002 (22 años)  | Bundang-gu, Corea del Sur  | Vocalista y bailarina           |             |
| Swan             | 수안             | Park Su-jin          | 11 de julio de 2003 (22 años)     | Yongin, Corea del Sur      | Vocalista principal             |             |
| Exintegrantes    |                  |                      |                                   |                            |                                 |             |
| Jieun            | 박지은           | Park Jieun           | 4 de septiembre de 1997 (27 años) | Seul, Corea del Sur        | Vocalista y bailarina           |             |

## Discografía

### EP
| Título                                                                                       | Detalles | Mejor posición |
| Título                                                                                       | Detalles | COR            |
| Coreano                                                                                      | Coreano | Coreano        |
| -------------------------------------------------------------------------------------------- | --- | -------------- |
| Into Violet                                                                                  | - Lanzamiento: 15 de marzo de 2021 - Discográfica: RBW - Formatos: CD, descarga digital, streaming                  | 11             |
| Hide & Seek                                                                                  | - Lanzamiento: 8 de septiembre de 2021 - Discográfica: RBW - Formatos: CD, descarga digital, streaming              | 5              |
| MemeM                                                                                        | - Lanzamiento: 29 de marzo de 2022 - Discográfica: RBW - Formatos: CD, descarga digital, streaming                  | 7              |
| Geekyland                                                                                    | - Lanzamiento: 25 de julio de 2022 - Discográfica: RBW - Formatos: CD, descarga digital, streaming                  | 8              |
| Cabin Fever                                                                                  | - Lanzamiento: 15 de febrero de 2023 - Discográfica: RBW - Formatos: CD, descarga digital, streaming                | 18             |
| BXX                                                                                          | - Lanzamiento: 19 de marzo de 2024 - Discográfica: RBW - Formatos: CD, descarga digital, streaming                  | 13             |
| Headway                                                                                      | - Lanzamiento: 22 de octubre de 2024 - Discográfica: RBW - Formatos: CD, descarga digital, streaming                | 20             |
| Japonés                                                                                      | |                |
| Dear Violet                                                                                  | - Lanzamiento: 22 de marzo de 2023 - Discográfica: Victor Entertainment - Formatos: CD, descarga digital, streaming | —              |
| On the Violet                                                                                | - Lanzamiento: 17 de julio de 2024 - Discográfica: Victor Entertainment - Formatos: CD, descarga digital, streaming | —              |
| «—» indica que el lanzamiento no se posicionó en la lista o no se publicó en ese territorio. | |                |

### Álbumes sencillo
| Título       | Detalles | Mejor posición | Ventas        |
| Título       | Detalles | COR            | Ventas        |
| ------------ | --- | -------------- | ------------- |
| Festa        | - Lanzamiento: 5 de septiembre de 2023 - Discográfica: RBW - Formatos: CD, digital, streaming} Lista de canciones 1. «7Heaven» 2. «Biscuit» 3. «Mistake» | 13             |               |
| I Miss My... | - Lanzamiento: 16 de julio de 2025 - Discográfica: RBW - Formatos: CD, digital, streaming Lista de canciones 1. «Doremi» 2. «Lost & Found» 3. «VVV»      | 28             | - COR: 15 497 |

### Sencillos
| «My Heart Skip a Beat»                                                                       | 2020 | —  | Into Violet  |
| «Can We Talk Again»                                                                          | 2021 | —  | Into Violet  |
| «Ponzona»                                                                                    | 2021 | 99 | Into Violet  |
| «Zombie»                                                                                     | 2021 | —  | Hide & Seek  |
| «My My»                                                                                      | 2021 | —  | Sin álbum    |
| «MemeM» (맴맴)                                                                               | 2022 | —  | MemeM        |
| «Nerdy»                                                                                      | 2022 | —  | Geekyland    |
| «Sweet Juice»                                                                                | 2023 | —  | Cabin Fever  |
| «7Heaven»                                                                                    | 2023 | —  | Festa        |
| «BBB»                                                                                        | 2024 | —  | BXX          |
| «On My Bike»                                                                                 | 2024 | —  | Headway      |
| «Doremi»                                                                                     | 2025 | 67 | I Miss My... |
| «—» indica que el lanzamiento no se posicionó en la lista o no se publicó en ese territorio. |      |    |              |

#### Sencillos promocionales
| Título                   | Año  | Álbum     |
| ------------------------ | ---- | --------- |
| «Find You» (con Lulupop) | 2021 | Sin álbum |

### Vídeos musicales
| Año  | Título                 | Álbum       | Director                              | Ref.   |
| ---- | ---------------------- | ----------- | ------------------------------------- | ------ |
| 2020 | «My Heart Skip a Beat» | Into Violet | Hong Won Ki, Park Sang Won (Zanybros) | [ 40 ] |
| 2021 | «Can We Talk Again»    | Into Violet | Hong Won Ki, Hyemi Seo (Zanybros)     | [ 41 ] |
| 2021 | «Ponzona»              | Into Violet | Zanybros                              | [ 42 ] |
| 2021 | «Zombie»               | Hide & Seek | Zanybros                              | [ 43 ] |
| 2022 | «MemeM»                | MemeM       | Hong Won Ki, Hyemi Seo (Zanybros)     |        |
| 2022 | «Nerdy»                | Geekyland   | Hong Won Ki, Hyemi Seo (Zanybros)     |        |

## Premios y nominaciones
| Año  | Premiación               | Categoría                                | Nominado    | Resultado | Ref.   |
| ---- | ------------------------ | ---------------------------------------- | ----------- | --------- | ------ |
| 2020 | Asian Pop Music Awards   | Mejor artista nuevo - Extranjero         | Purple Kiss | Nominado  | [ 44 ] |
| 2021 | Brand of the Year Awards | Mejor idol nuevo femenino                | Purple Kiss | Nominado  | [ 45 ] |
| 2021 | Asia Artist Awards       | Premio a la popularidad - Grupo femenino | Purple Kiss | Nominado  | [ 46 ] |